# Leichtathletik-Europameisterschaften 2002/3000 m Hindernis der Männer

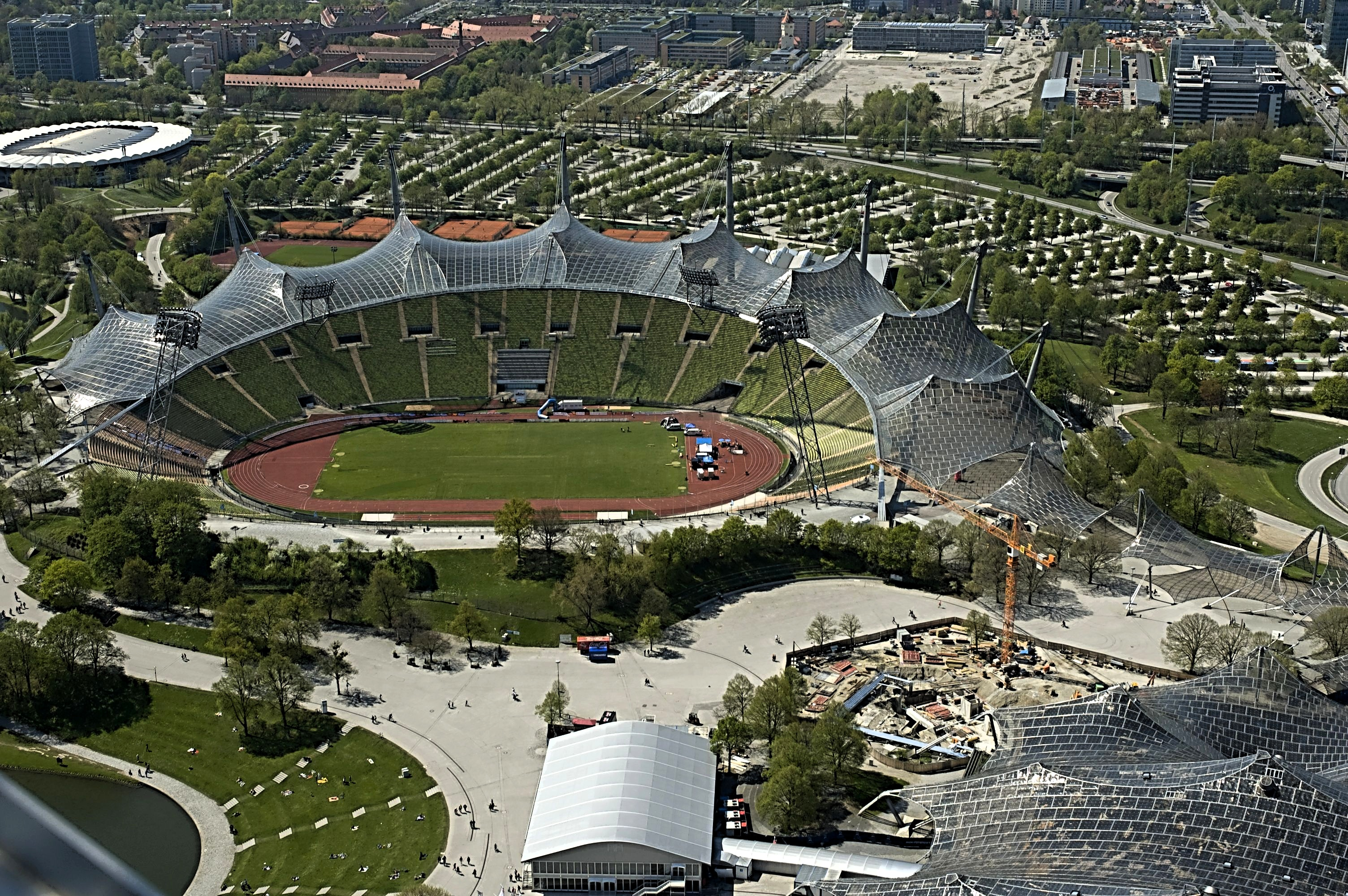
Das Olympiastadion in München von oben im Jahr 2009

Der 3000-Meter-Hindernislauf der Männer bei den Leichtathletik-Europameisterschaften 2002 wurde am 7. und 10. August 2002 im Münchener Olympiastadion ausgetragen.
Die spanischen Hindernisläufer errangen in diesem Wettbewerb mit Gold und Bronze zwei Medaillen. Europameister wurde Antonio David Jiménez. Auf den zweiten Platz kam der niederländische Europarekordinhaber Simon Vroemen. Bronze ging an Luis Miguel Martín.

## Bestehende Rekorde
| Weltrekord           | 7:55,28 min | Brahim Boulami    | Brüssel, Belgien          | 24. August 2001 |
| Europarekord         | 8:06,91 min | Simon Vroemen     | Monaco, Fürstentum Monaco | 19. Juli 2002   |
| Meisterschaftsrekord | 8:12,66 min | Francesco Panetta | EM Split, Jugoslawien     | 30. August 1990 |

Der bestehende EM-Rekord wurde bei diesen Europameisterschaften nicht erreicht. Die schnellste Zeit erzielte der spanische Europameister Antonio David Jiménez im Finale mit 8:24,34 min, womit er 11,58 s über dem Rekord blieb. Zum Europarekord fehlten ihm 17,43 s, zum Weltrekord 31,06 s.

## Legende
| DNF | Wettkampf nicht beendet (did not finish) |

## Vorrunde
7. August 2002
Die Vorrunde wurde in zwei Läufen durchgeführt. Die ersten vier Athleten pro Lauf – hellblau unterlegt – sowie die darüber hinaus vier zeitschnellsten Läufer – hellgrün unterlegt – qualifizierten sich für das Halbfinale.

### Vorlauf 1

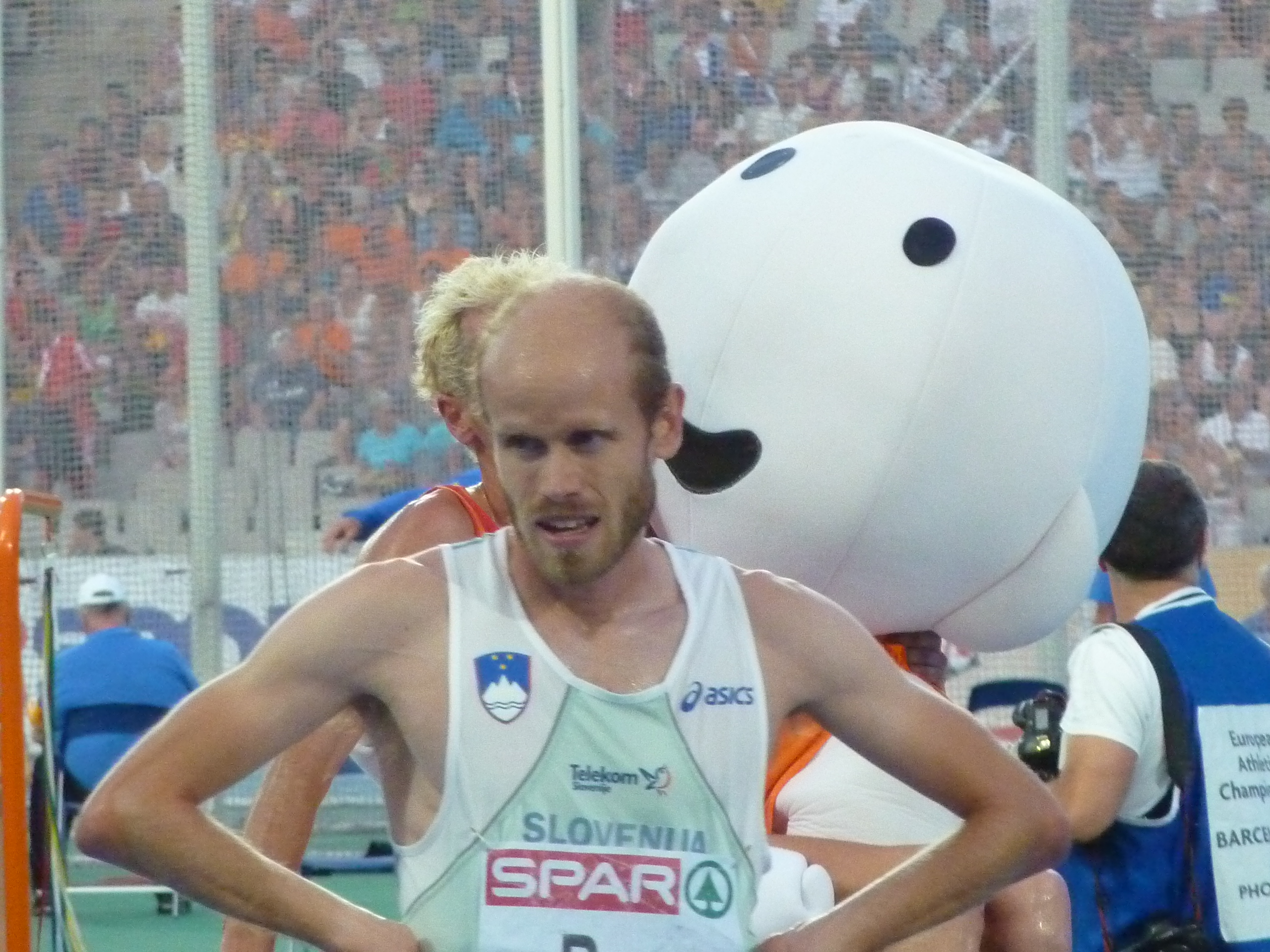
Boštjan Buč kam in seinem Vorlaufrennen nicht ins Ziel

| Platz | Name                    | Nation      | Zeit (min) |
| ----- | ----------------------- | ----------- | ---------- |
| 1     | Antonio David Jiménez   | Spanien     | 8:27,61    |
| 2     | Luis Miguel Martín      | Spanien     | 8:27,66    |
| 3     | Bouabdellah Tahri       | Frankreich  | 8:28,16    |
| 4     | Roman Ussow             | Russland    | 8:28,71    |
| 5     | Günther Weidlinger      | Österreich  | 8:28,93    |
| 6     | Frédéric Denis          | Frankreich  | 8:36,44    |
| 7     | Mário Teixeira (Läufer) | Portugal    | 8:37,82    |
| 8     | Henrik Skoog            | Niederlande | 8:40,97    |
| 9     | Jakub Czaja             | Polen       | 8:42,25    |
| 10    | Damian Kallabis         | Deutschland | 8:51,39    |
| 11    | Angelo Iannelli         | Italien     | 8:52,45    |
| DNF   | Boštjan Buč             | Slowenien   |            |

### Vorlauf 2

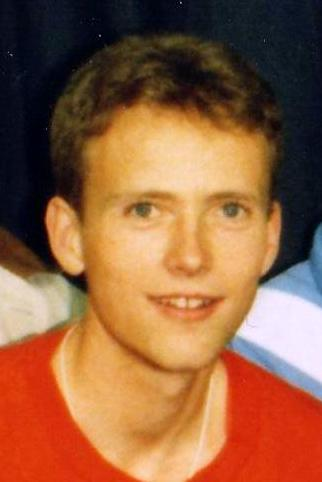
Jim Svenøy, dem EM-Dritten von 1998, reichte sein zehnter Platz nicht für die Finalteilnahme
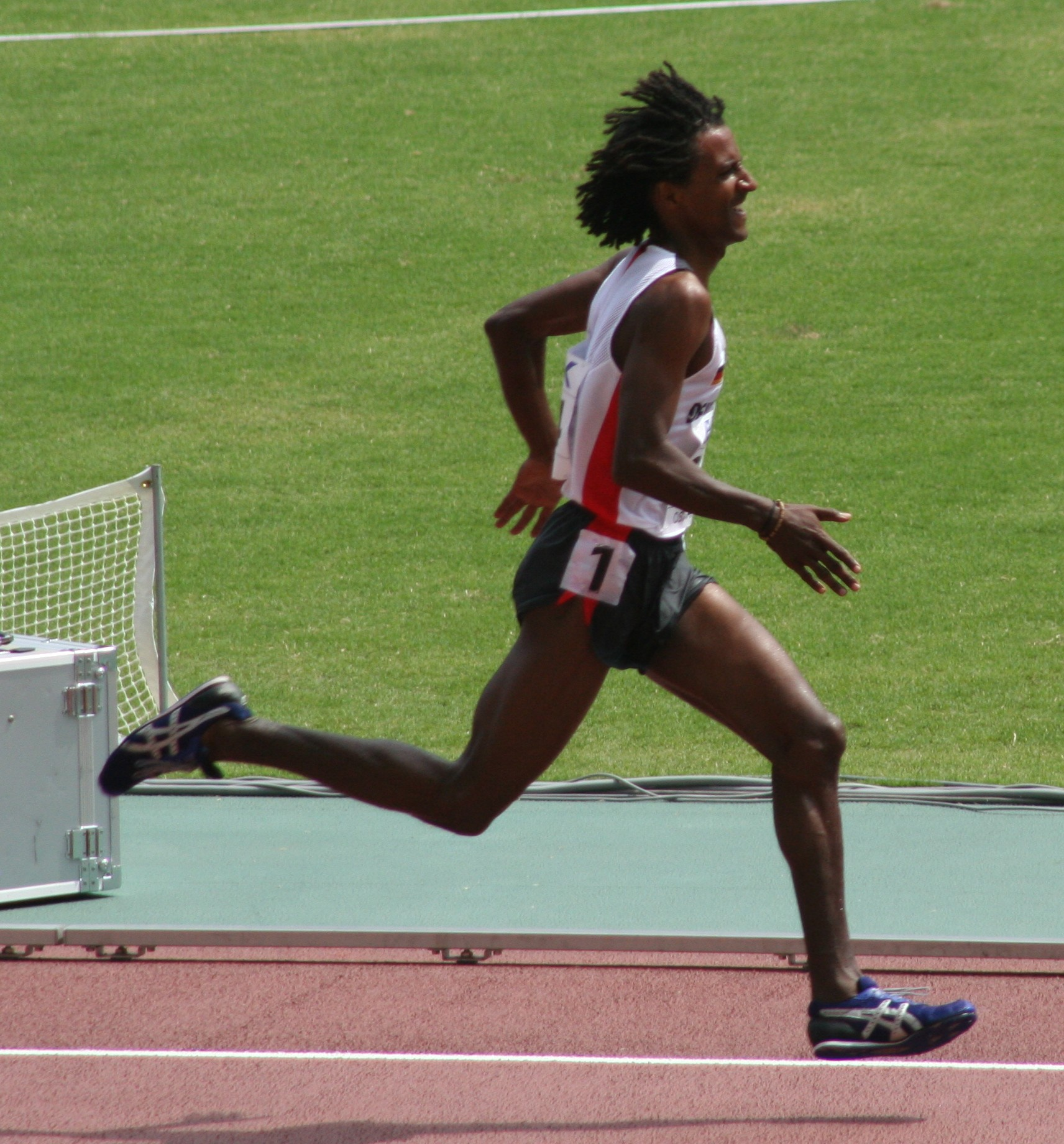
Filmon Ghirmai wurde Zwölfter in seinem Vorlauf und schied damit aus

| Platz | Name               | Nation      | Zeit (min) |
| ----- | ------------------ | ----------- | ---------- |
| 1     | Simon Vroemen      | Niederlande | 8:29,64    |
| 2     | Martin Pröll       | Österreich  | 8:30,03    |
| 3     | Vincent Le Dauphin | Frankreich  | 8:30,52    |
| 4     | Wadim Slobodenjuk  | Ukraine     | 8:31,,08   |
| 5     | Eliseo Martín      | Spanien     | 8:32,36    |
| 6     | Rafał Wójcik       | Polen       | 8:32,47    |
| 7     | Luciano Di Pardo   | Italien     | 8:33,25    |
| 8     | Kim Bergdahl       | Finnland    | 8:36,32    |
| 9     | Christian Belz     | Schweiz     | 8:38,19    |
| 10    | Jim Svenøy         | Norwegen    | 8:38,85    |
| 11    | Manuel Silva       | Portugal    | 8:42,85    |
| 12    | Filmon Ghirmai     | Deutschland | 8:44,55    |

## Finale

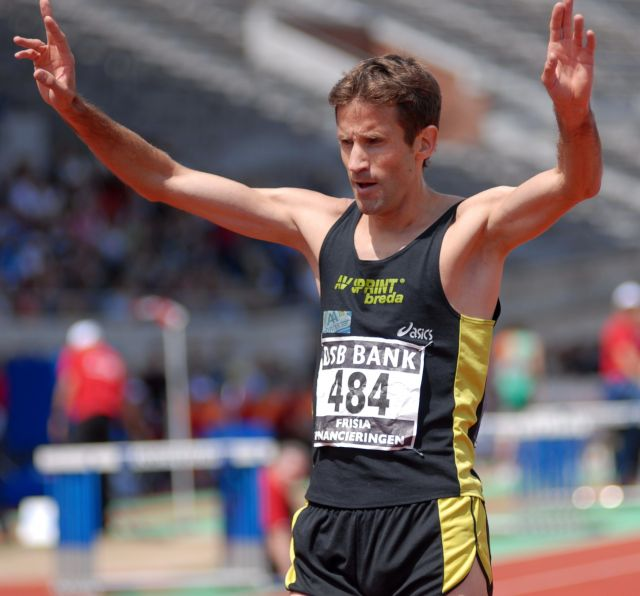
Simon Vroemen, frisch gebackener Europarekordler, wurde Vizeeuropameister

10. August 2002
| Platz | Name                  | Nation      | Zeit (min) |
| ----- | --------------------- | ----------- | ---------- |
| 1     | Antonio David Jiménez | Spanien     | 8:24,34    |
| 2     | Simon Vroemen         | Niederlande | 8:24,45    |
| 3     | Luis Miguel Martín    | Spanien     | 8:24,72    |
| 4     | Bouabdellah Tahri     | Frankreich  | 8:26,86    |
| 5     | Eliseo Martín         | Spanien     | 8:28,63    |
| 6     | Wadim Slobodenjuk     | Ukraine     | 8:30,16    |
| 7     | Martin Pröll          | Österreich  | 8:33,24    |
| 8     | Rafał Wójcik          | Polen       | 8:35,41    |
| 9     | Vincent Le Dauphin    | Frankreich  | 8:40,39    |
| 10    | Roman Ussow           | Russland    | 8:42,62    |
| 11    | Luciano Di Pardo      | Italien     | 8:46,13    |
| 12    | Günther Weidlinger    | Österreich  | 9:00,82    |

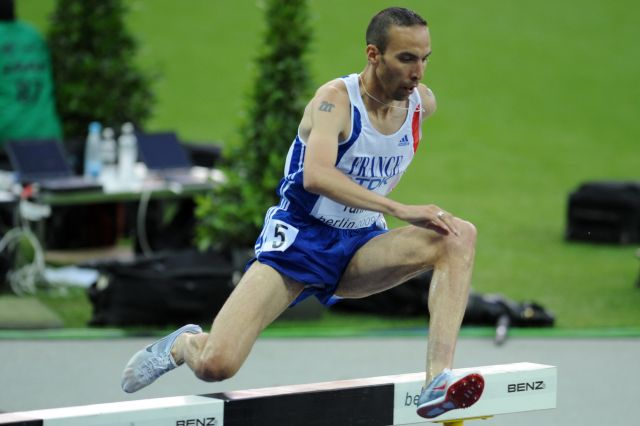
Bouabdellah Tahri erreichte Platz vier – er errang bei den beiden kommenden Europameisterschaften jeweils Bronze
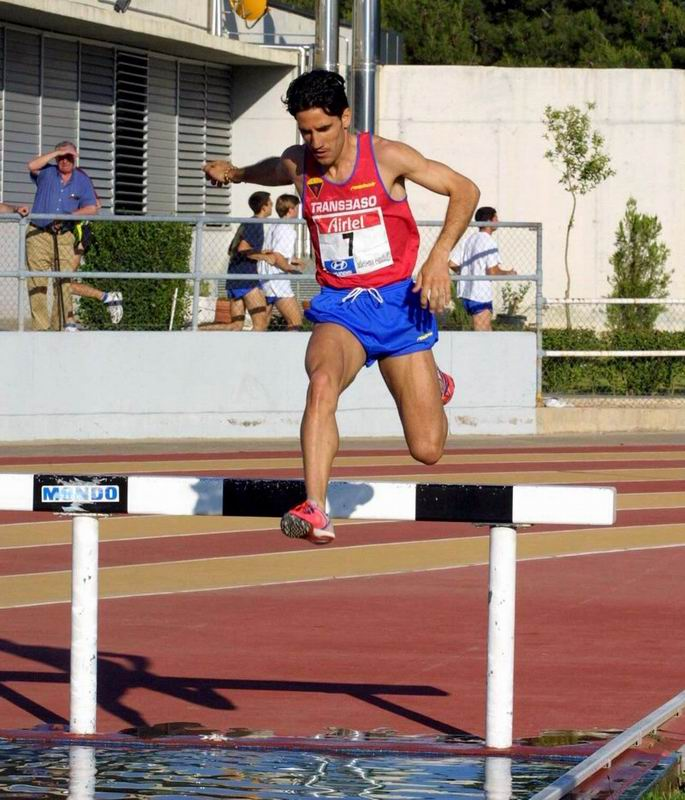
Eliseo Martín kam auf den fünften Platz – bei den Weltmeisterschaften 2003 wurde er Bronzemedaillengewinner
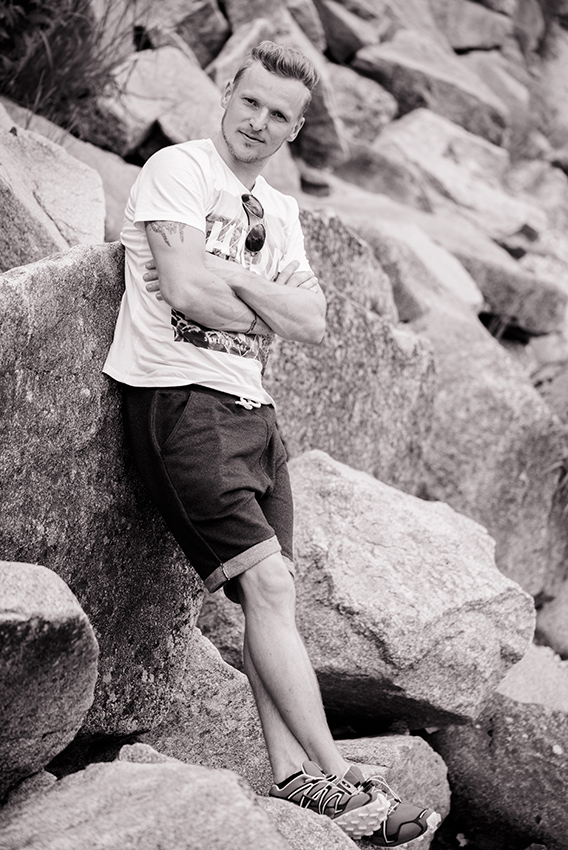
Martin Pröll (hier in einer Aufnahme aus dem Jahr 2013) belegte Rang sieben
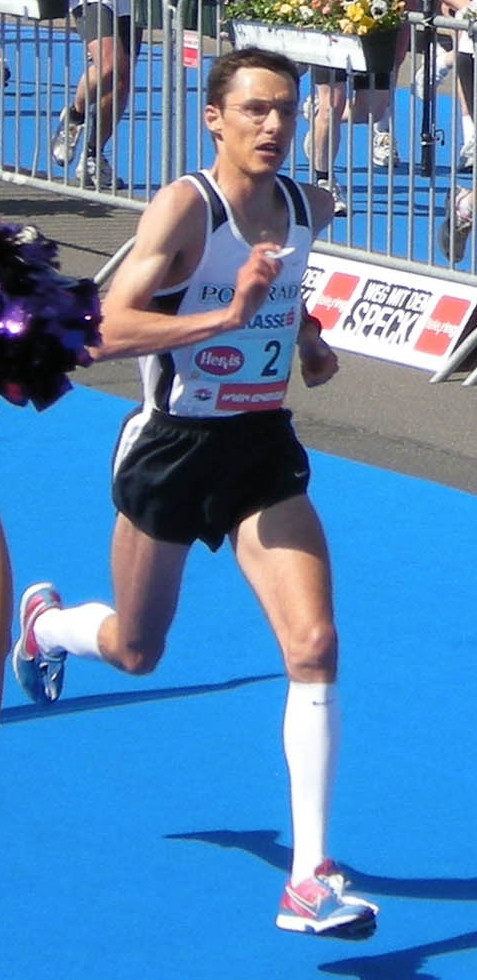
Günther Weidlinger wurde Zwölfter in diesem Finale